# Pók (Marvel Comics)
A Pók több kitalált szereplőnek a fedőneve a Marvel Comics képregényeiben, melyek több-kevésbé a kiadó legnépszerűbb szuperhősén, Pókemberen alapulnak.